# Чарлс Йейгър
Чарлс Йейгър е американски летец-изпитател, първият пилот, минал звуковата бариера.
На 14 октомври 1947 г. от височина 12 200 m над военното летище Мърок в Калифорния (по-късно преиименувано на „Едуардс Еър Форс Бейз“), се чува експлозия, която разтърсва околностите. И по радиото идва кратко съобщение от пилота:
„Бихте ли направили в журнала отметка, че тоя махмер май нещо се е повредил – показва много високи стойности...“
Никога дотогава в историята на авиацията съобщение за „повреден“ прибор на борда не е предизвиквало възторжени викове в командния пункт: „Хей, той успя! Кучият син го направи!“ (The son-of-a-bitch did it!)
Махмерът измерва „числото на Мах“, наречено на името на австрийския физик Ернст Мах. Единица по махмера (Mach =1,00) е скорост, която на морското равнище при +15 градуса по Целзий и относителна влажност 65% се равнява на 333 м в секунда.
Става дума за скоростта на звука. „Експлозията“ – за пръв път прозвучала в атмосферата на планетата – е първото практическо доказателство за правотата на теорията, че при достигане на скорост на обтичане на самолетното крило над скоростта на звука компресираният пред челния (атакуващия) ръб на крилото въздух се освобождава взривообразно и се откъсва от обтичащия крилото поток. А пилотът не чува изобщо тътнежа, защото се движи по-бързо от звуковата вълна.
Самолетът е Bell X-1 с ракетен двигател, а „кучият син“ e капитанът от военновъздушните сили Чарлз „Чък“ Йейгър. Звуковата бариера е преодоляна за пръв път. Махмерът е показал 1106, или 1127 km/h.
Bell X-1 излита, прикрепен под корема на специално приспособен тежък бомбардировач Boeing B-29. На височина около 6000 m пилотът на бомбардировача освобождава закрепването, Bell X-1 се отделя от големия си брат, пилотът включва една след друга камерите на ракетния двигател и се устремява нагоре. След свършването на горивото той се снижава без тягата на двигателя (планира като безмоторен самолет или като космическа совалка) и каца на летището.

## Биография
Чък Йейгър (Charles „Chuck“ Yeager) е роден на 13 януари 1923 г. в малко градче в Западна Вирджиния. 18-годишен, през 1941 г. получава пилотско свидетелство. На 10 март 1943 г. завършва училище за бойни пилоти, произведен е в лейтенант (първенец по пилотаж на випуска) и е изпратен да воюва в 8-а въздушна армия в Англия като пилот на North American P-51 Mustang. При 8-ия си боен полет, на 5 март 1944 г., сваля над Франция германски изтребител Messerschmidt Bf109, но самолетът му е прострелян и той скача с парашут. Пеш успява да се добере през границата до Испания и оттам е върнат в Англия. В такива случаи пилотите биват изпращани обратно в Америка, но той иска да се сражава. Стига чак до върховния командващ съюзните сили генерал Айзенхауер и успява да го убеди. През август продължава бойните полети и сваля още 12,5 противникови изтребителя – сред тях 5 Messerschmidt-109 в един ден! – и 4 FW-190 (пак в един ден!) (Половинката идва от споделянето с друг американски пилот на свалянето на противников самолет.)
Войната в Европа завършва след 1-месечен отпуск Чък Йейгър е назначен за пилот-изпитател на изтребители, които излизат от капитален ремонт. Това му дава възможност да се запознае основно с дословно всички типове самолети в американските ВВС и да ги пилотира до насита. Така се стига до рекордния полет през „звуковата бариера“. Но полетът има любопитна предистория.
Цивилният пилот-изпитател на заводите „Bell“, на когото предлагат да се опита да лети по-бързо от звука, поисква огромна сума, за да поеме риска. Изпитанията се забавят. Йейгър твърди, че „звуковата бариера не е тухлена стена в небето“, а по-скоро „бариера в мисленето на кабинетни учени, които не са пилоти“. Предлагат му да направи опита и го питат колко пари ще иска за това, а той отговаря, че си получава заплатата, именно за да лети.
Преди насрочения рекорден опит капитан Йейгър пада от кон при вечерната си езда и си счупва 2 ребра. Знае, че ако командването научи за това, няма да му разреши полета. Намира някакъв селски лекар на 80 км от базата, който му прави компресивна превръзка на гръдния кош. На сутринта Чък излита, за да кацне като първия човек, летял по-бързо от звука.
Йейгър продължава свръхзвуковите полети. Всеки път, когато някой друг бие рекорда му, Чък търси и намира реванш – поставя рекорд след рекорд, стигайки над двойна скорост на звука. Той изпитва реактивните изтребители F-86 Sabre, F-100 Super Sabre и F-104 Starfighter. При полет за световен рекорд на височина се налага да катапултира, загубва 2 пръста на ръката си – и продължава да лети. Носител е на всички възможни американски и няколко чуждестранни ордени, става единствения генерал във въоръжените сили на САЩ, който не само не е учил във военна академия, но няма и висше образование.
Йейгър живее в Грас Вали, Северна Калифорния и почина на 7 декември 2020 г. (Национален ден за възпоменание на Пърл Харбър), на 97 години, в болница в Лос Анджелис. След смъртта му, президентът Доналд Тръмп излезе със съболезнователно изявление, в което се посочва, че Йейгър „е един от най-великите пилоти в историята, горд жител на Западна Вирджиния и американски оригинал, който безмилостно разширява границите на човешките постижения“.

## В литературата и киното
Писателят Том Уулф изковава термина „Подходящият материал“ (The Right Stuff), станал заглавие на книгата му за първите 7 американски астронавти, подбрани сред военни летци. По тази книга е направен и филмът под същото заглавие, в който наред с актьора Сам Шепърд, който играе полковник Йейгър, в епизодична роля се появява и самият Чък – като барман в близка до авиобазата кръчма.